# Semigorski
Semigorski (del ruso: Семиго́рский) es un jútor de la unidad municipal de la ciudad de Novorosíisk del krai de Krasnodar, en el sur de Rusia. Está situado en la cuenca del río Maskaga, constituyente del río Anapka, entre el mar Negro y las estribaciones de poniente del Cáucaso occidental, 22 km al noroeste de Novorosíisk y 109 km al suroeste de Krasnodar, la capital del krai. Tenía 1 589 habitantes en 2010
Pertenece al municipio rural Natujáyevski.

## Transporte
La carretera federal rusa M25 pasa por el este de la localidad.